# Mali Nerajec
Mali Nerajec je naselje u slovenskoj Općini Črnomelju. Mali Nerajec se nalazi u pokrajini Dolenjskoj i statističkoj regiji Jugoistočnoj Sloveniji. 

## Stanovništvo
Prema popisu stanovništva iz 2002. godine naselje je imalo 51 stanovnika.